# Michael Yarmush
Michael Yarmush (* 19. Juni 1982 in Miami, Florida) ist ein kanadischer Schauspieler und Synchronsprecher.

## Leben
Yarmush begann mit der Schauspielerei im Jahr 1995. In diesem Jahr spielte er Eric in der TV-Serie Mein Leben als Hund. Im folgenden Jahr, lieh er seine Stimme für die Titelrolle in dem Film Arthur. 1997 hatte er eine Rolle an der Seite von Elisha Cuthbert in dem Film Maddy tanzt auf dem Mond. Yarmushs jüngste Rolle war im Jahr 2007 für die animierte Comedy-Serie Tripping the Rift, wo er die Stimme für verschiedene Charaktere synchronisierte.
Yarmush lebt in Montreal, Kanada.

## Filmografie

### Filme
- 1995: Kids of the Round Table
- 1997: Little Men
- 1997: Maddy tanzt auf dem Mond
- 1998: Nico the Unicorn
- 2006: Steel Toes
- 2008: Tripping the Rift: The Movie

### Fernsehserien
- 1995: Haben Sie Angst vor der Dunkelheit? (1 Folge)
- 1995: Mein Leben als Hund (Folge 22)
- 1996: Losing Chase
- 1997: Shadow of the Bear
- 1997: Whiskers
- 1997: Solange es noch Hoffnung gibt (…First Do No Harm, Fernsehfilm)
- 1998: Radio Active
- 1998: Goosebumps (1 Folge)
- 2000: The Secret Adventures von Jules Verne (1 Folge)
- 2002: Undressed